# Teatre polonès de Vílnius
El Teatre polonès de Vílnius (en lituà: Vilniaus lenkų teatras) és un teatre en idioma polonès a Vílnius, la capital de Lituània. Va ser fundada el 1963 per l'actriu i directora Irena Rymowicz. Va portar a terme la seva primera comèdia "Dames i Hússars" d'Aleksander Fredro el 1965. L'any 1990, el teatre polonès de Vílnius va ser guardonat amb una Medalla d'Honor al Mèrit col·lectiu de la Cultura Polonesa al Ministeri de Cultura de Polònia. Des de 1992, la directora artística i directora del teatre és Irena Litvinovič.
El 1980, el teatre va rebre l'estatus oficial de teatre popular i va ser nomenat «Teatre Popular de Polònia Amateur». A partir de 1990, se l'anomena el Teatre polonès de Vílnius (Teatr Polski w Wilnie). Des de 2001, el teatre està situat a la Casa de la Cultura Polonesa a Vílnius.